# Машутино (Гдовский район)
Машутино — деревня в Гдовском районе Псковской области России. Входит в состав городского поселения «Гдов» Гдовского района.
Расположена в 1 км к юго-западу от Гдова, в 0,7 км от берега Чудского озера.

## Население
Численность населения деревни по оценке на 2000 год составляет 12 человек, по переписи 2002 года — 12 человек.

## История
До 2005 года деревня входила в состав ныне упразднённой Гдовской волости.